# Czchów (gmina)
Czchów – gmina miejsko-wiejska w województwie małopolskim, w powiecie brzeskim. W latach 1975–1998 gmina położona była w województwie tarnowskim.
Siedziba gminy to Czchów.
Według danych z 30 czerwca 2009 gminę zamieszkiwało 9375 osób.

## Informacje ogólne

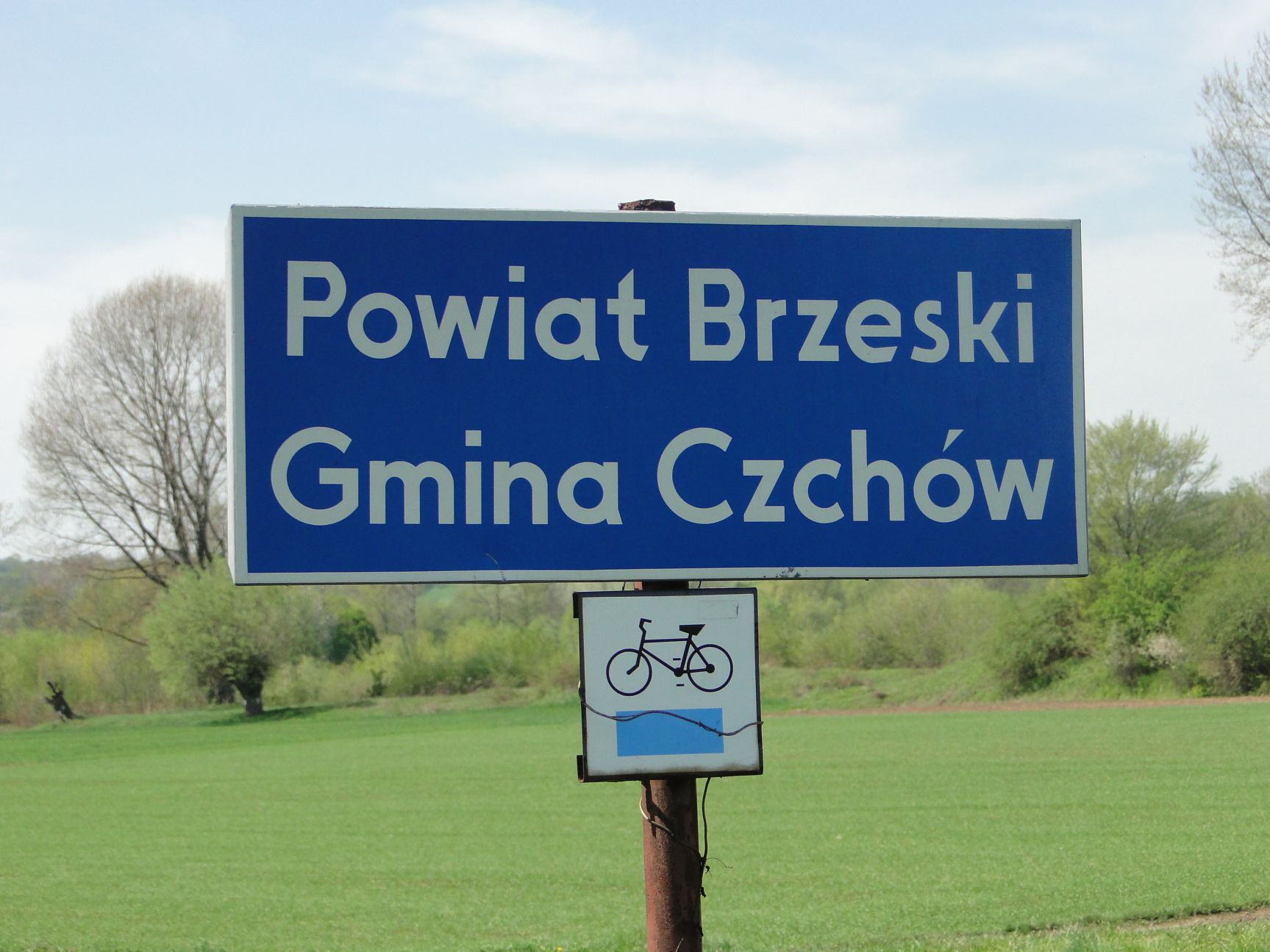
Znak przy wjeździe do gminy (Piaski-Drużków)

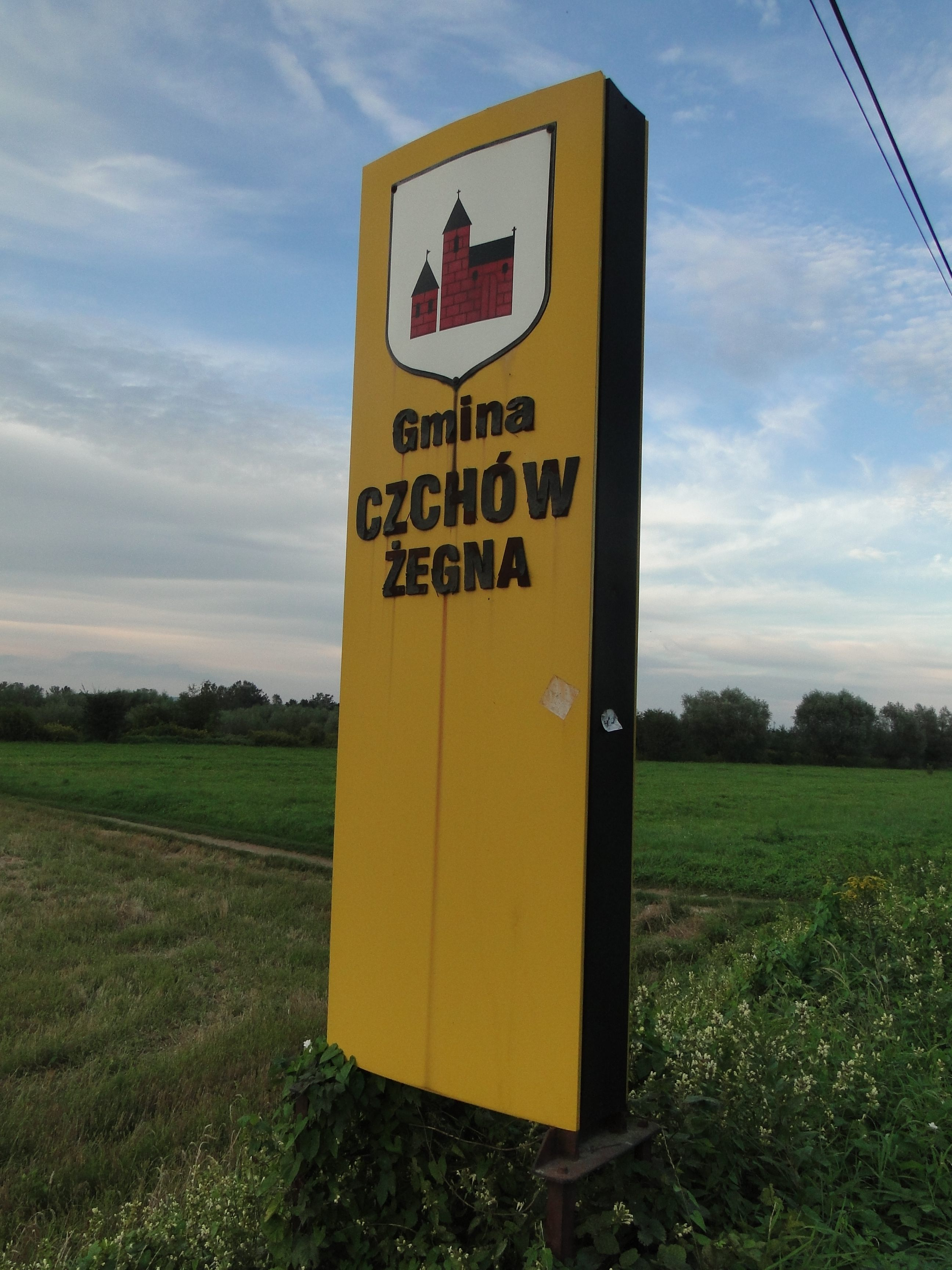
Znak przy wyjeździe z gminy (Piaski-Drużków)

Gmina Czchów położona jest w rejonie doliny Dunajca, w jego środkowym biegu, na styku Pogórza Wielickiego i Rożnowskiego. Na terenie gminy znajduje się Jezioro Czchowskie – zbiornik retencyjny powstały w wyniku spiętrzenia Dunajca.
Przez teren gminy Czchów, doliną Dunajca, przebiega droga krajowa nr 75. W Tymowej krzyżuje się ona z drogą wojewódzką nr 966, prowadzącą przez Łapanów i Wieliczkę do Krakowa, zaś w Jurkowie z drogą wojewódzką nr 980 w kierunku Zakliczyna i Biecza. Na terenie gminy znajdują się także dwie przeprawy promowe: pomiędzy Czchowem a Piaskami-Drużkowem oraz pomiędzy Wytrzyszczką a miejscowością Tropie w gminie Gródek nad Dunajcem.

## Struktura powierzchni
Według danych z roku 2002 gmina Czchów ma obszar 66,47 km², w tym:
- użytki rolne: 62%
- użytki leśne: 26%

Gmina stanowi 11,27% powierzchni powiatu.

## Demografia

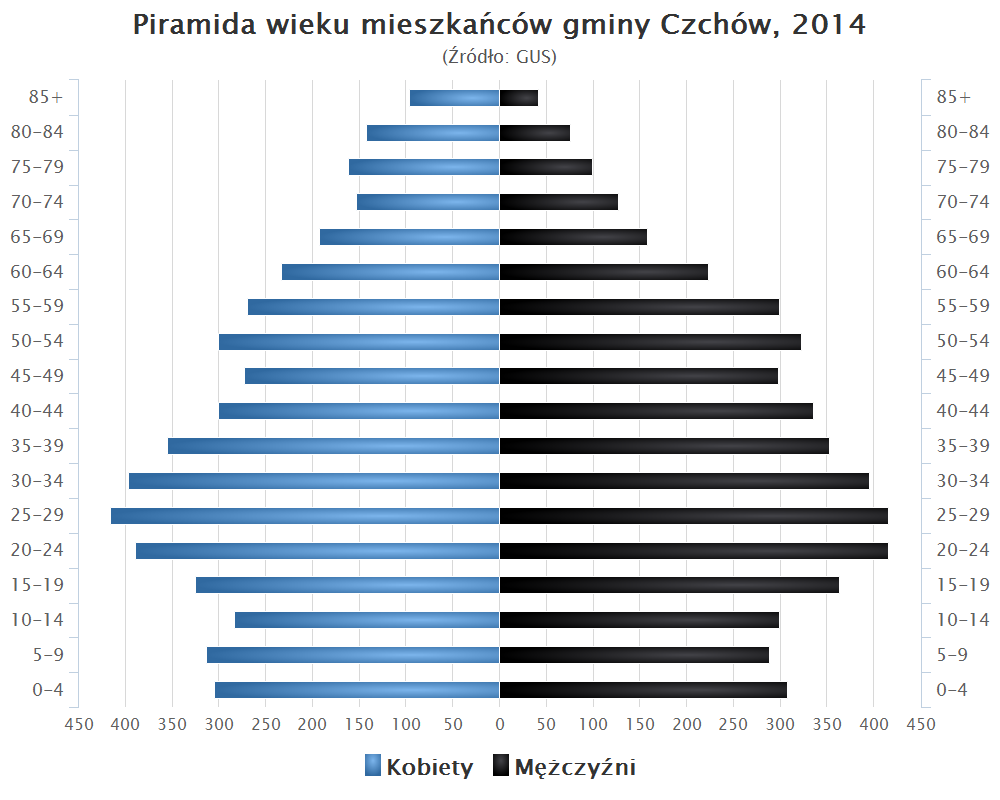
Piramida wieku mieszkańców gminy Czchów w 2014 roku

Dane z 30 czerwca 2009:
| Opis                              | Ogółem | Ogółem | Kobiety | Kobiety | Mężczyźni | Mężczyźni |
| --------------------------------- | ------ | ------ | ------- | ------- | --------- | --------- |
| jednostka                         | osób   | %      | osób    | %       | osób      | %         |
| populacja                         | 9375   | 100    | 4745    | 50,6    | 4630      | 49,4      |
| gęstość zaludnienia (mieszk./km²) | 141,04 | 141,04 | 71,39   | 71,39   | 69,65     | 69,65     |

## Sołectwa
Będzieszyna, Biskupice Melsztyńskie, Domosławice, Jurków, Piaski-Drużków, Tworkowa, Tymowa, Wytrzyszczka, Złota.

## Sąsiednie gminy
Dębno, Gnojnik, Gródek nad Dunajcem, Iwkowa, Lipnica Murowana, Łososina Dolna, Zakliczyn